# A3E

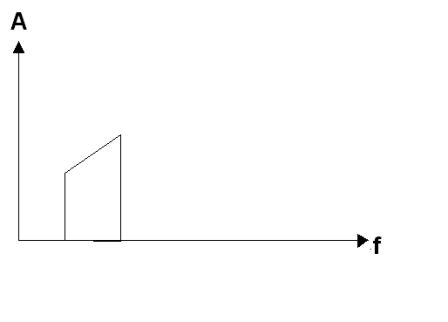
Sygnał modulujący

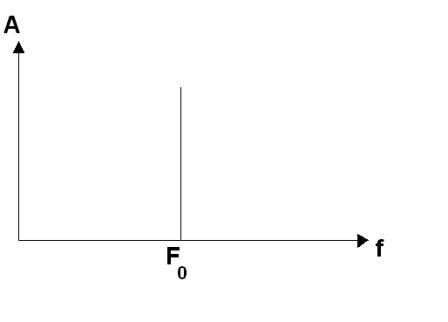
Fala nośna

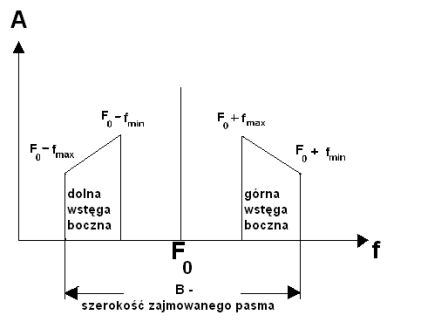
Sygnał zmodulowany

A3E – emisja telefoniczna (radiowa) powstająca w procesie modulacji amplitudy 
AM.
Modulacja amplitudy jest to płynna zmiana amplitudy fali nośnej w takt zmian sygnału modulującego.
Nazwa A3E jest skrótowcem, którego:
- pierwszy symbol (A) oznacza rodzaj modulacji - tu: amplitudowa z dwiema wstęgami bocznymi
- drugi (3) określa naturę sygnału modulującego falę nośną - tu: pojedynczy kanał modulujący zawierający informację analogową
- trzeci (E) – rodzaj przekazywanej informacji - tu:  telefonia (i radiofonia).

Emisja A3E stosowana jest w lotniczym paśmie VHF.

## Matematyczna analiza
Wzór na szerokość pasma B:
B = |F0+fmin|-|F0-fmax| = 
F0-fmax-F0+fmax =
2fmax
B = 2fmax
gdzie:
fmax = ~ 3000 Hz
fmax = 3 kHz
B = ~ 6 kHz
Szerokość pasma wynosi w przybliżeniu 6 kHz.

## Zalety emisji radiowej A3E
1. Prosta budowa urządzeń nadawczo-odbiorczych.
2. Do odbierania emisji nie potrzeba wykwalifikowanych operatorów bocznych.

## Wady emisji radiowej A3E
1. Duża szerokość zajmowanego pasma częstotliwości.
2. Ta sama informacja zawarta jest w dwóch wstęgach.
3. Zły rozkład energetyczny odbiornika.
4. Mała odporność na zakłócenia atmosferyczne.